# کوبیلیانه
کوبیلیانه (به بلغاری: Kobilyane) یک منطقهٔ مسکونی در بلغارستان است که در شهرستان کاردژالی واقع شده‌است.